# Nikolai Sevostianov
Nikolai Sevostianov (Novocherkassk, 1930) es un expiloto soviético de motociclismo, que participó en el Campeonato del Mundo de Motociclismo de forma esporádica desde 1962 hasta 1968.
Una de sus primeras victorias de Sevostianov fue con una S-360 al ocupar el tercer lugar en mayo de 1961 en la carrera internacional Djurgardslopper celebrada en Helsinki. En 1962, el equipo soviético se inscribió en el Mundial, inscribiéndose como CKB o CKEB (en referencia a la Construcción Central). Sevostianov fue el piloto que hizo los mejores resultados al acabar quinto en 250cc y sexto en la carrera de 350 del Gran Premio de Alemania del Este. Al año siguiente, Sevostianov luchó por las victorias en las carreras que participó e incluso pudo haber ganado la carrera del Gran Premio de Finlandia pero , según comentó el periodista Chris Carter en su libro "Chris Carter at Large", Mike Hailwood realizó un acto antideportivo dando una patada a la Vostok de Sevostianov cuando luchaban por el primer puesto lo que provocó que el ruso cayera con su moto y se conformara con el cuarto puesto.
En 1964, Sevostianov (junto al estonio Endel Kiisa) debutaron con la nueva Vostok S-364 pero los resultados fueron decepcionantes en 350cc abandonando por problemas mecánicos. No así en 500cc con la CKeb donde cosechó dos cuartos puestos acabando en la undécima posición de la general. En 1965, conseguiría un podio en el Gran Premio de Checoslovaquia de 350cc, el mejor puesto que ha conseguido un piloto ruso hasta el época.

## Resultados en el Campeonato del Mundo
Sistema de puntuación desde 1950 hasta 1968:
| Posición | 1.º | 2.º | 3.º | 4.º | 5.º | 6.º |
| Puntos   | 8   | 6   | 4   | 3   | 2   | 1   |

#### Carreras por año
(Clave)(Carreras en negrita indica pole position; carreras en cursiva indica vuelta rápida)
| Año  | Cat.  | Moto        | 1     | 2     | 3     | 4       | 5       | 6     | 7     | 8       | 9     | 10     | 11      | 12      | 13    | Pts. | Pos. |
| ---- | ----- | ----------- | ----- | ----- | ----- | ------- | ------- | ----- | ----- | ------- | ----- | ------ | ------- | ------- | ----- | ---- | ---- |
| 1962 | 250cc | S 250       | ESP - | FRA - | IOM - | NED -   | BEL -   | ULS - | DDR 5 | NAT -   | FIN - |        |         |         |       | 2    | 22.º |
| 1962 | 350cc | S 350 - 360 |       |       | IOM - | NED -   | BEL -   | ULS - | DDR 6 | NAT -   | FIN - |        |         |         |       | 1    | 16.º |
| 1963 | 250cc | CKB         | ESP - | GER - | IOM - | NED Ret | BEL DNQ | ULS - | DDR - | FIN -   | NAT - | ARG -  | JPN -   |         |       | 0    | -    |
| 1963 | 350cc | CKB S360    |       | GER - | IOM - | NED Ret |         | ULS - | DDR 5 | FIN 4   | NAT - |        |         |         |       | 5    | 10.º |
| 1963 | 500cc | CKB         |       |       | IOM - | NED 12  | BEL Ret | ULS - | DDR - | FIN 6   | NAT - | ARG -  |         |         |       | 1    | 24.º |
| 1964 | 350cc | AJS         |       |       |       | IOM -   | NED -   |       | GER - | DDR Ret | ULS - | FIN 13 | NAT Ret | JPN -   |       | 0    | -    |
| 1964 | 500cc | CKeb        | USA - |       |       | IOM -   | NED -   | BEL - | GER - | DDR 4   | ULS - | FIN 4  | NAT -   |         |       | 6    | 11.º |
| 1965 | 350cc | Vostok      |       | GER - |       |         | IOM -   | NED - |       | RDA -   | CZE 3 | ULS -  | FIN -   | NAT Ret | JPN - | 4    | 14.º |
| 1967 | 350cc | Skeb        |       | GER - |       | IOM -   | NED -   |       | RDA - | CZE 14  |       | ULS -  | NAT -   |         | JPN - | 0    | -    |
| 1968 | 500cc | Vostok      | GER - | ESP - | IOM - | NED -   | BEL -   | RDA - | CZE - | FIN 4   | ULS - | NAT -  |         |         |       | 3    | 19.º |